# Козза, Николя
Николя́ Луи́ Марсе́ль Козза́ (фр. Nicolas Louis Marcel Cozza; род. 8 января 1999, Ганж) — французский футболист, защитник немецкого клуба «Вольфсбург», выступающий на правах аренды за «Нант».

## Клубная карьера
Козза — воспитанник клуба «Монпелье». 24 октября 2017 года в поединке Кубка французской лиги против «Генгама» Николя дебютировал за основной состав. 19 ноября в матче против марсельского «Олимпика» он дебютировал в Лиге 1. 12 мая 2018 года в поединке против «Труа» Николя забил свой первый гол за «Монпелье».

## Международная карьера
В 2018 году в составе юношеской сборной Франции Козза принял участие в юношеском чемпионате Европы в Финляндии. На турнире он сыграл в матчах против команд Италии, Турции и Англии.
В 2019 году Козза в составе молодёжной сборной Франции принял участие в молодёжном чемпионате мира в Польше. На турнире он сыграл в матчах против команд Саудовской Аравии и Мали.